# Du Li
Dans ce nom, le nom de famille, Du, précède le nom personnel.
Du Li, née le 5 mars 1982 à Yiyuan, est une tireuse sportive chinoise.
Elle est la femme du tireur sportif Pang Wei.

## Palmarès

### Jeux olympiques d'été
- Jeux olympiques de 2004 à Athènes (Grèce) :
  -  Médaille d'or sur l'épreuve de carabine à air comprimé 10 m.

- Jeux olympiques de 2008 à Pékin (Chine) :
  -  Médaille d'or sur l'épreuve de carabine trois positions 50 m.

- Jeux olympiques de 2016 à Rio de Janeiro (Brésil) :
  -  Médaille d'argent sur l'épreuve de carabine à air comprimé 10 m.

### Jeux asiatiques
- Jeux asiatiques de 2002 à Busan (Corée du Sud) :
  -  Médaille d'or sur l'épreuve de carabine  trois positions 50 m.
- Jeux asiatiques de 2006 à Doha (Qatar) :
  -  Médaille d'or sur l'épreuve de carabine à air comprimé 10 m.